# 沢野村
沢野村（さわのむら）は群馬県の東部、新田郡に属していた村である。

## 地理
- 河川：石田川、蛇川、八瀬川

## 歴史
- 1889年（明治22年）4月1日 町村制施行により、新田郡福沢村、下浜田村、岩瀬川村、細谷村、米沢村、牛沢村、富沢村、高林村、由良村の一部、邑楽郡古戸村が合併し新田郡沢野村が成立する。
- 1940年（昭和15年）4月1日 新田郡（旧）太田町、九合村、山田郡韮川村と合併し新田郡太田町となる。
- 1948年（昭和23年）5月3日 太田町が市制施行し太田市となる。
- 2005年（平成17年）10月1日 太田市が尾島町、新田町、藪塚本町と合併し（新）太田市となる。